# Missões diplomáticas do Barém

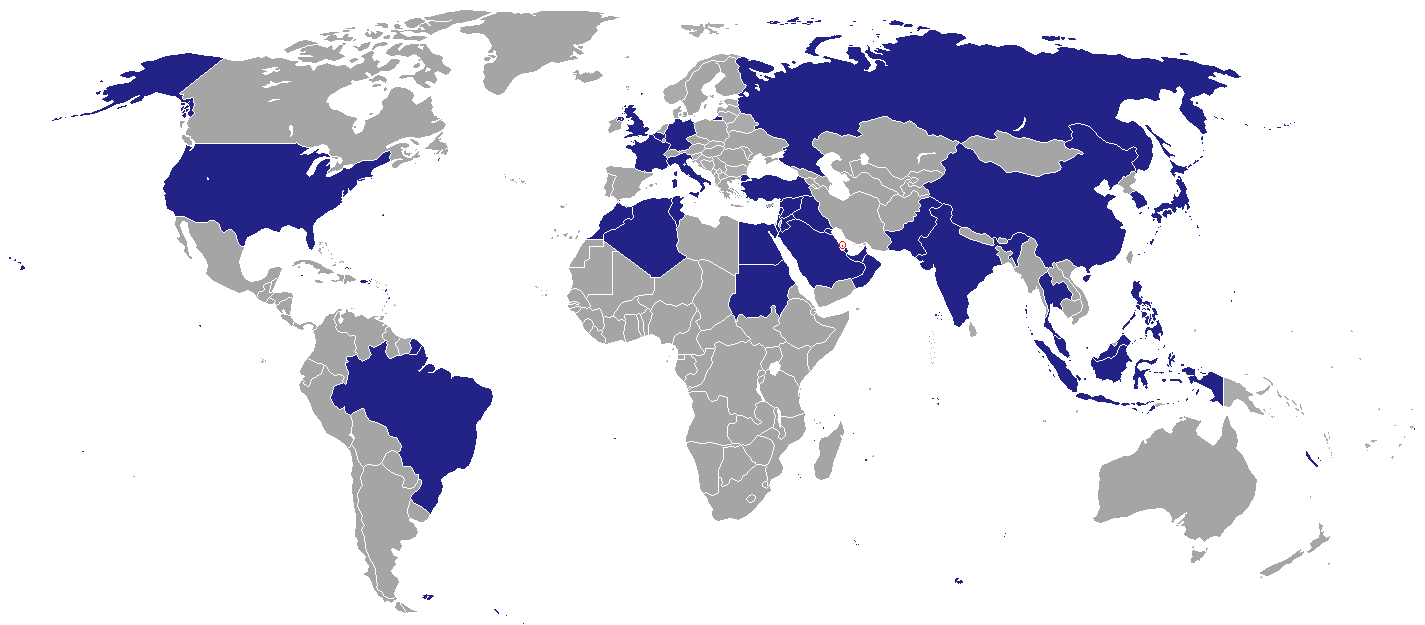
Em vermelho, países que hospedam missões diplomáticas do Barém

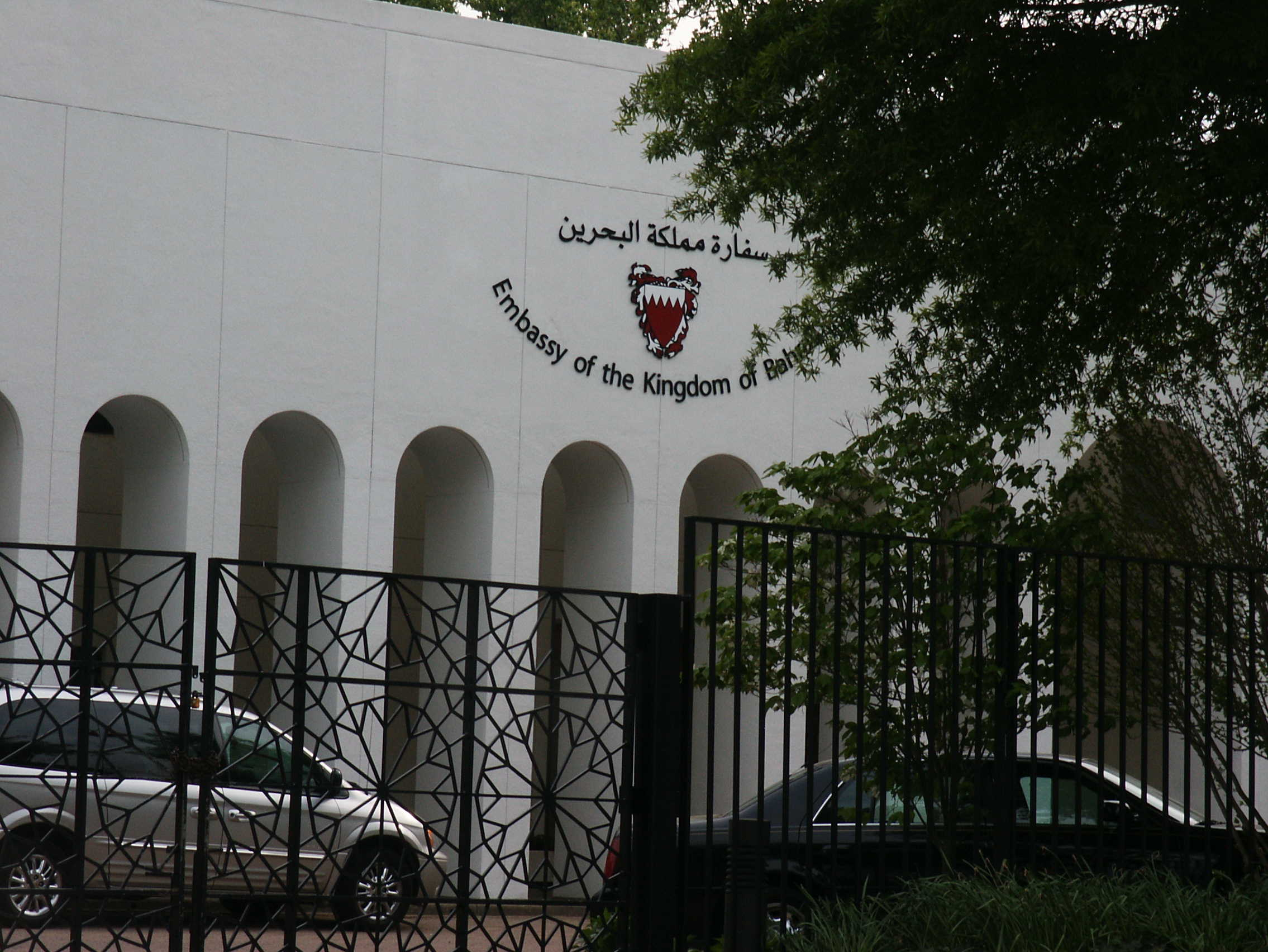
Embaixada baremita em Washington, DC, capital dos Estados Unidos

O Estado do Barém é um país membro das Nações Unidas e mantém missões diplomáticas (embaixadas e missões permanentes), além de consulados, em vários países. Segue, abaixo, lista das missões diplomáticas e consulares baremitas:

## Europa
- Alemanha
  - Berlim (Embaixada)
- França
  - Paris (Embaixada)
- Reino Unido
  - Londres (Embaixada)
- Rússia
  - Moscou (Embaixada)

## América do Norte
- Brasil
  - Brasília (Embaixada)
- Estados Unidos
  - Washington, DC (Embaixada)
  - Nova Iorque (Consulado-Geral)
  - Nova Iorque (Missão permanente junto às Nações Unidas)

## Oriente Médio
- Arábia Saudita
  - Riade (Embaixada)
  - Gidá (Consulado-Geral)
- Emirados Árabes Unidos
  - Abu Dabi (Embaixada)
- Irão (português europeu) / Irã (português brasileiro)
  - Teerão (português europeu) / Teerã (português brasileiro)
- Iraque
  - Bagdá (Embaixada)
- Jordânia
  - Amã (Embaixada)
- Kuwait
  - Cidade do Cuaite (Embaixada)
- Omã
  - Mascate (Embaixada)
- Síria
  - Damasco (Embaixada)

## África
- Argélia
  - Argel (Embaixada)
- Egito
  - Cairo (Embaixada)
- Marrocos
  - Rabat (Embaixada)
- Tunísia
  - Túnis (Embaixada)

## Ásia
- China
  - Pequim (Embaixada)
- Índia
  - Nova Déli (Embaixada)
  - Bombaim (Consulado-Geral)
- Japão
  - Tóquio (Embaixada)
- Paquistão
  - Islamabade (Embaixada)
  - Carachi (Consulado-Geral)

## Organizações multilaterais
- Bruxelas (Missão permanente do Barém junto à União Europeia)
- Cairo (Missão permanente do Barém junto à Liga Árabe)
- Genebra (Missão permanente do Barém junto à sede europeia das Nações Unidas e às outras organizações internacionais sediadas em Genebra)
- Nova Iorque (Missão permanente do Barém junto às Nações Unidas)
- Paris (Missão permanente do Barém junto à UNESCO)